# 山田實
山田 實（やまだ みのる、1918年10月29日 - 2017年5月27日）は、日本の写真家。1977年、沖縄タイムス芸術選賞大賞受賞。2000年、沖縄県文化功労者として表彰。兄は、詩人の山田有勝。

## 人物
沖縄県那覇市東町出身。那覇市で育ち、戦前から沖縄の写真を撮りはじめる。
二・二六事件の直後に明治大学専門部商科進学のため上京。明治大学新聞高等研究科二部卒業後、日産土木株式会社に入社。その後勤務地であった満州で召集。ソ連軍との交戦中に沖縄壊滅の知らせをきく。
敗戦後シベリアに抑留され、飢えと過酷な労働に2年間耐えた後、生還。東京での養生を経た1952年、まもなく那覇市に「山田写真機店」を開業。経営の傍ら、沖縄を写真で記録し続ける。
貧苦の復興期に、写真倶楽部を興し、二科展や沖展に関わるなど、戦後の沖縄写真界、芸術文化の黎明期を支えた。 
2004年、紺綬褒章を受章。2013年、第29回東川賞飛弾野数右衛門賞を受賞。
2017年5月27日、肺炎のため死去。

## 著書
- 『こどもたちのオキナワ 1955-1965』 （池宮商会 2002年）
- 『沖縄の記憶　オキナワ記録写真集 1953-1972』 山田實、金城棟永 （生活情報センター 2006年）
- 『山田實が見た戦後沖縄』 （琉球新報社 2012年）
- 『故郷は戦場だった 山田實写真集』(未来社 2012年 沖縄写真家シリーズ〈琉球烈像〉1)